# Hubert Bourlon
Pour les articles homonymes, voir Bourlon (homonymie).
Pierre François Marie Hubert Bourlon de Rouvre dit Hubert Bourlon, né le 27 août 1903 dans le 8e arrondissement de Paris et mort le 1er avril 1952 à Neuilly-sur-Seine, est un réalisateur et producteur de cinéma français.

## Filmographie
comme réalisateur
- 1932 : Moune et son notaire
- 1933 : Cent Mille Francs pour un baiser / Pourquoi pas ?, avec Georges Delance
- 1933 : Le Barbier de Séville, avec Jean Kemm
- 1936 : Transigeons, moyen métrage
- 1936 : Titres exceptionnels, court métrage

comme réalisateur et scénariste
- 1933 : Miss Helyett, avec Jean Kemm

comme producteur
- 1936 : Une gueule en or, film de Pierre Colombier